# Dyanfres Douglas Chagas Matos
Dyanfres Douglas Chagas Matos, född 30 december 1987, är en brasiliansk fotbollsspelare.
Han blev utsedd till J.Leagues "Best Eleven" 2015.